# ジョージ・アンソン (初代アンソン男爵)
初代アンソン男爵、ジョージ・アンソン（英: George Anson, 1st Baron Anson, PC, FRS 1697年4月23日 - 1762年6月6日）は、イギリスの海軍軍人・政治家。最終階級は海軍元帥。

## 生涯と業績
グレートヘイウッド村のシューボロウ・ホールで裕福な貴族の家に生まれる。1712年に海軍に入り、1724年にキャプテンになる。1740年から1744年に世界周航を達成し、国民的英雄となった。オーストリア継承戦争・ジェンキンスの耳の戦争の際にはフェニステレ岬の海戦でフランス王国に勝利。1747年にグレートブリテン貴族の爵位「アンソン男爵」を授けられ貴族院議員となる。
七年戦争が勃発して、ニューカッスル公と大ピットの連立内閣が発足すると海軍大臣に再度就任。海軍増強計画をやりぬき、海戦の指揮をして対フランスの植民地での勝利に大きく貢献した。
1748年に『世界周航航海記』を執筆。同年に初代ハードウィック伯爵フィリップ・ヨークの娘エリザベスと結婚したが生涯子女に恵まれず、彼の死によりアンソン男爵の爵位は断絶した。
彼の死後、イギリス海軍では彼の名を冠した軍艦が8隻建造された。特に、キング・ジョージ5世級戦艦の一つアンソンが有名。2022年、アスチュート級原子力潜水艦の一つアンソンが就役した。